# Benjamin Goodhue
Benjamin Goodhue (Salem, 1748. szeptember 20. – Salem, 1814. július 28.) az Amerikai Egyesült Államok szenátora (Massachusetts, 1796–1800).